# Annapurna Pictures
Annapurna Pictures é uma empresa estadunidense independente de mídia fundada por Megan Ellison em 2011. A Annapurna se especializa em produção cinematográfica, produção teatral, televisão através de sua divisão Annapurna Television e publicação de jogos eletrônicos através de sua divisão Annapurna Interactive.

## História
A Annapurna Pictures foi fundada em 2011 por Megan Ellison como uma entidade de produção e financiamento focada em cinema de autor de ponta. O nome da empresa é inspirado na montanha Annapurna, visitada por Ellison em uma viagem ao Nepal em 2005.
Em 27 de setembro de 2016, a Annapurna lançou uma divisão de produção televisiva, a Annapurna Television, liderada pela ex-executiva da HBO Sue Naegle. Em janeiro de 2017, foi reportado que a Annapurna Television produziria o primeiro projeto para TV de Joel e Ethan Coen, The Ballad of Buster Scruggs. Em dezembro de 2016, a empresa anunciou sua nova divisão, Annapurna Interactive, para produzir, desenvolver e distribuir jogos eletrônicos com diversos projetos já em desenvolvimento, com um lançamento planejado para 2017.
Em janeiro de 2017, a empresa anunciou que começaria a distribuir filmes, com seu primeiro sendo Detroit de Kathryn Bigelow, com lançamento planejado para 4 de agosto de 2017. Ela então assinou um contrato de distribuição com a Metro-Goldwyn-Mayer em 27 de março, para que essa empresa distribuísse os filmes da Annapurna em certos territórios internacionais. Em 6 de abril, a empresa também anunciou um contrato exclusivo de licenciamento com a Hulu.
Em outubro de 2018, a Annapurna assinou um contrato de publicação musical com a Warner/Chappell Music, que administraria as composições e trilhas sonoras de filmes e programas de televisão do estúdio.

## Filmografia

### Como produtora
| Ano  | Título original              | Título no Brasil                    | Título em Portugal                     | Notas |
| ---- | ---------------------------- | ----------------------------------- | -------------------------------------- | --- |
| 2012 | Lawless                      | Os Infratores                       | Dos Homens Sem Lei                     | co-produzido pela The Weinstein Company |
| 2012 | The Master                   | O Mestre                            | O Mentor                               | co-produzido pela The Weinstein Company |
| 2012 | Killing Them Softly          | O Homem da Máfia                    | Mata-os Suavemente                     | co-produzido pela Plan B Entertainment distribuído pela The Weinstein Company                                                                                  |
| 2012 | Zero Dark Thirty             | A Hora Mais Escura                  | 00:30 Hora Negra                       | co-produzido pela Columbia Pictures |
| 2013 | Spring Breakers              | Spring Breakers - Garotas Perigosas | Spring Breakers - Viagem de Finalistas | co-produzido pela Muse Productions; distribuído pela A24 |
| 2013 | Yī dài zōng shī              | O Grande Mestre                     | O Grande Mestre                        | co-produzido pela Block 2 Pictures, Jet Tone Filmes, Sil-Metropole Organization e Bona International Film Group; distribuído pela The Weinstein Company        |
| 2013 | Her                          | Ela                                 | Uma História de Amor                   | co-produzido pela Warner Bros. Pictures |
| 2013 | American Hustle              | Trapaça                             | Golpada Americana                      | co-produzido pela Columbia Pictures e Atlas Entertainment |
| 2014 | Foxcatcher                   | Foxcatcher                          | Foxcatcher                             | co-produzido pela Sony Pictures Classics |
| 2015 | Joy                          | Joy: O Nome do Sucesso              | Joy                                    | co-produzido pela 20th Century Fox |
| 2016 | Everybody Wants Some!!       | Jovens, Loucos e Mais Rebeldes      | Todos Querem o Mesmo                   | co-produzido pela Paramount Pictures |
| 2016 | Wiener-Dog                   | Wiener-Dog                          | Wiener-Dog: Uma Vida de Cão            | co-produzido pela Killer Films; distribuído pela Amazon Studios e IFC Films                                                                                    |
| 2016 | Sausage Party                | Festa da Salsicha                   | Salsicha Party                         | co-produzido pela Columbia Pictures, Point Grey e Nitrogen Studios                                                                                             |
| 2016 | 20th Century Women           | Mulheres do Século 20               | Mulheres do Século XX                  | distribuído pela A24 |
| 2017 | The Bad Batch                | Amores Canibais                     | The Bad Batch - Terra Sem Lei          | distribuído pela Neon |
| 2017 | Detroit                      | Detroit em Rebelião                 | Detroit                                | co-produzido pela First Light Productions e Page 1 |
| 2017 | Phantom Thread               | Trama Fantasma                      | Linha Fantasma                         | co-produzido pela Focus Features e Ghoulardi Film Company |
| 2018 | The Sisters Brothers         | Os Irmãos Sisters                   | Os Irmãos Sisters                      | co-produzido pela Why Not Productions e Page 114 Productions                                                                                                   |
| 2018 | If Beale Street Could Talk   | Se a Rua Beale Falasse              | Se Esta Rua Falasse                    | co-produzido pela Plan B Entertainment e Pastel Productions |
| 2018 | The Ballad of Buster Scruggs | A Balada de Buster Scruggs          | A Balada de Buster Scruggs             | não-creditado; co-produzido pela Netflix |
| 2018 | Vice                         | Vice                                | Vice                                   | co-produzido pela Plan B Entertainment e Gary Sanchez Productions                                                                                              |
| 2019 | Missing Link                 | Link Perdido                        | Mr. Link                               | co-produzido pela Laika |
| 2019 | Booksmart                    | Fora de Série                       | Booksmart: Inteligentes e Rebeldes     | co-produzido pela Gloria Sanchez Productions |
| 2019 | Where'd You Go, Bernadette   | Cadê Você, Bernadette?              | Onde Estás, Bernadette?                | co-produzido pela Color Force |
| 2019 | Hustlers                     | As Golpistas                        | Ousadas e Golpistas                    | apenas créditos; produzido pela Gloria Sanchez Productions, Nuyorican Productions e STX Entertainment                                                          |
| 2019 | Wounds                       | Contato Visceral                    | Wounds                                 | distribuído pela Hulu |
| 2019 | Bombshell                    | O Escândalo                         | Bombshell - O Escândalo                | apenas créditos; produzido pela Bron Studios, Denver and Delilah Productions, Lighthouse Media & Management, Creative Wealth Media; distribuído pela Lionsgate |
| 2020 | Kajillionaire                | Falsos Milionários                  | —                                      | co-produzido pela PLan B Entertainment; distribuído pela Focus Features                                                                                        |
| 2021 | On the Count of Three        | —                                   | —                                      | co-produzido pela Orion Pictures, Werner Entertainment e Valparaiso Pictures                                                                                   |
| 2024 | Nightbitch                   | —                                   | —                                      | co-produzido pela com Searchlight Pictures, Bond Group Management, Archer Grey e Defiant by Nature; distribuído pela Searchlight Pictures                      |

### Como distribuidora
| Ano  | Título original                        | Título no Brasil                          | Título em Portugal                        | Notas                                                   |
| ---- | -------------------------------------- | ----------------------------------------- | ----------------------------------------- | ------------------------------------------------------- |
| 2017 | Detroit                                | Detroit em Rebelião                       | Detroit                                   |                                                         |
| 2017 | Brad's Status                          | O Estados das Coisas                      | A Vida de Brad                            | co-distribuído pela Amazon Studios                      |
| 2017 | Professor Marston and the Wonder Women | Professor Marston e as Mulheres-Maravilha | Professor Marston e as Mulheres Maravilha | co-distribuído pela Stage 6 Films                       |
| 2018 | Sorry to Bother You                    | Desculpe te Incomodar                     | Desculpe Incomodar                        | co-distribuído pela Focus Features e Universal Pictures |
| 2018 | The Sisters Brothers                   | Os Irmãos Sisters                         | Os Irmãos Sisters                         | distribuído na França pela UGC Distribution             |
| 2018 | If Beale Street Could Talk             | Se a Rua Beale Falasse                    | Se Esta Rua Falasse                       |                                                         |
| 2018 | Vice                                   |                                           |                                           |                                                         |
| 2018 | Destroyer                              | O Peso do Passado                         | Destroyer: Ajuste de Contas               |                                                         |
| 2019 | Missing Link                           | Link Perdido                              | Mr. Link                                  |                                                         |
| 2019 | Booksmart                              | Fora de Série                             | Booksmart: Inteligentes e Rebeldes        |                                                         |
| 2019 | Where'd You Go, Bernadette             | Cadê Você, Bernadette?                    | Onde Estás, Bernadette?                   |                                                         |
| 2021 | On the Count of Three                  | —                                         | —                                         |                                                         |

## Recepção
Muitos dos filmes produzidos pela empresa receberam aclamação generalizada da crítica especializada. Só em 2013, Her, American Hustle e O Grande Mestre tiveram um total combinado de dezessete indicações para o Óscar. Comercialmente, os resultados têm sido mistos. Alguns filmes como The Master, Foxcatcher, Detroit e Vice não conseguiram arrecadar o valor de seu orçamento, enquanto alguns como Joy, Zero Dark Thirty, Sausage Party e American Hustle arrecadaram mais de 100 milhões de dólares, com o último arrecadando mais de 250 milhões de dólares mundialmente.

## Televisão
| Ano  | Título                   | Co-produção                                         | Canal              | Notas          |
| ---- | ------------------------ | --------------------------------------------------- | ------------------ | -------------- |
| 2019 | Search and Destroy       |                                                     | Hulu               | Piloto para TV |
| 2019 | Half-Empty               | Endeavor Content Amazon Studios                     | Amazon Prime Video | Piloto para TV |
| 2019 | Soundtrack               | Random Acts Productions 20th Century Fox Television | Netflix            |                |
| 2020 | The Plot Against America | RK Films Blown Deadline Productions                 | HBO                |                |
| 2020 | Monsterland              | Two & Two Pictures                                  | Hulu               |                |

## Jogos eletrônicos
A Annapurna Interactive publicou seu primeiro jogo eletrônico, What Remains of Edith Finch, em 25 de abril de 2017. What Remains of Edith Finch recebeu "críticas geralmente positivas" para PC e PlayStation 4, de acordo com o agregador de críticas Metacritic. A publicadora também forneceu financiamento e apoio de publicação para The Artful Escape de Beethoven & Dinosaur, Ashen da A44 e Gorogoa de Jason Roberts.

## Distribuidoras internacionais
| País/Região    | Distribuidora                                                       | Anos          |
| -------------- | ------------------------------------------------------------------- | ------------- |
| Alemanha       | Metro-Goldwyn-Mayer                                                 | 2017–presente |
| Ásia           | Metro-Goldwyn-Mayer                                                 | 2017–presente |
| Austrália      | Cinemas: Universal Pictures Outras mídias: Entertainment One [ 76 ] | 2017–presente |
| Benelux        | Entertainment One                                                   | 2017–presente |
| Canadá         | Entertainment One                                                   | 2017–presente |
| Escandinávia   | Metro-Goldwyn-Mayer                                                 | 2017–presente |
| Espanha        | Entertainment One                                                   | 2017–presente |
| Europa Central | Metro-Goldwyn-Mayer                                                 | 2017–presente |
| França         | Mars Distribution                                                   | 2017–presente |
| Itália         | Eagle Pictures/Leone Film Group                                     | 2017–presente |
| Japão          | Longride                                                            | 2017–presente |
| Nova Zelândia  | Cinemas: Universal Pictures Outras mídias: Entertainment One [ 76 ] | 2017–presente |
| Oriente Médio  | Metro-Goldwyn-Mayer                                                 | 2017–presente |
| Reino Unido    | Entertainment One                                                   | 2017–presente |